# Bayerische Gradmessungskommission
Die Bayerische Gradmessungskommission wurde um 1865 in München auf Initiative Österreich-Ungarns gegründet. Als geodätische Spezialstudiengruppe sollte sie der steigenden Bedeutung der wissenschaftlichen Erdmessung gerecht werden. Der Name leitet sich von den Methoden der Gradmessung ab, mit denen ab etwa 1800 die genaue Erdfigur und bestanschließende Ellipsoide für die im Aufschwung befindlichen Landesvermessungen bestimmt wurden.
Die Organisation lehnte sich an die 1863 in Wien gegründete Österreichische Gradmessungskommission an, die unter Federführung des  Militärgeografischen Instituts und einiger Geodäsie-Professoren der  Technischen Hochschule Wien stand.
In der bayrischen Kommission wirkten u. a. der Münchner Hochschulprofessor Karl Maximilian von Bauernfeind und sein Assistent Christian August Vogler. Anders als in Österreich-Ungarn stand thematisch -- wegen des kleineren Staatsgebietes -- weniger die Gradmessung als vielmehr das Präzisionsnivellement im Vordergrund. 
Etwa zur gleichen Zeit wurde die Mitteleuropäische Gradmessungskommission gegründet, in der v. a. Österreich und Deutschland ihre Forschungsprojekte für Höhere Geodäsie zu koordinieren suchten, und etwas später auf Initiative von Friedrich Robert Helmert weitere Kommissionen in Preußen, Württemberg und kleineren Ländern.